# Aeroportul Național Astypalaia
Aeroportul Național Astypalaia (IATA: JTY, ICAO: LGPL) este un aeroport din Egeea de Sud, Administrația descentralizată a Mării Egee⁠⁠(d), Grecia ce deservește zona Astypalaia⁠(d). Aeroportul a fost tranzitat în 2022 de 22.633 de pasageri. A fost numit după zona deservită.
Situat la o altitudine de 50 m, aeroportul dispune de o singură pistă. Este operat de Olympic Air⁠(d).